# Nekrolog 1421
Nekrolog
◄◄
| ◄
| 1417
| 1418
| 1419
| 1420
| 1421 | 1422 | 1423 | 1424 | 1425 | ► | ►►
Weitere Ereignisse | Allgemeiner Nekrolog 1421
Die Beschreibung der verstorbenen Person sollte so kurz wie möglich gehalten sein und nur deren signifikante Tätigkeit(en) enthalten.
Neue Namen ggf. auch unter dem Geburts- und Sterbedatum, also etwa unter 1. Januar und im Geburts- und Sterbejahr (2024) eintragen (nur bei entsprechender großer Wichtigkeit). Für Beispiele siehe die schon vorhandenen Artikel.
Außerdem über die fünf zuletzt Verstorbenen, zu denen es einen ausreichend guten Artikel für eine Präsentation auf der Hauptseite gibt, nach der todesbedingten Überarbeitung der Artikel ggf. auch unter Wikipedia Diskussion:Hauptseite informieren und sie am besten auch in den anderen Wikipedia-Sprachversionen eintragen. Tipp: Regelmäßig bei news.google.de nach „ist tot“, „gestorben“ oder „verstorben“ suchen.
Wenn eine Person gestorben ist, gibt es viele Seiten zu dieser Person in der Wikipedia, die davon auch betroffen sind und entsprechend aktualisiert werden müssen. Beispiele: Namenübersichtsseite, Geburtsjahr, Geburtsort-Seiten und viele mehr.
Wie finde ich die betroffenen Seiten?
Im Suchfeld auf der linken Seite gibt man den Suchbegriff so ein: „Vorname Nachname“. Dann klickt man auf Volltext und alle Seiten mit entsprechendem Suchtext werden aufgerufen. Hier sieht man dann schnell, wo auch das Todesjahr Sinn macht oder sogar ein Teil des Artikels angepasst werden muss. Auch hilft das „Werkzeug“ auf der linken Seite sehr gut, um solche Seiten aufzufinden: „Links auf diese Seite“. Somit ist die Wikipedia wieder aktuell in allen Bereichen! Hinweis: bei Eintragung der Kategorie „Gestorben JAHR“ wird der Missbrauchsfilter 49 ausgelöst, was jedoch nicht schlimm ist. Siehe: Spezial:Missbrauchsfilter/49
Dies ist eine Liste von im Jahr 1421 verstorbenen bekannten Persönlichkeiten. Die Einträge erfolgen innerhalb der einzelnen Daten alphabetisch sortiert. Tiere sind im Nekrolog für Tiere zu finden.

## Februar
| Tag         | Name                                   | Beruf, bekannt als                             | Alter | Beleg |
| ----------- | -------------------------------------- | ---------------------------------------------- | ----- | ----- |
| 13. Februar | Nanni di Banco                         | italienischer Bildhauer der Florentiner Schule |       |       |
| Februar     | Heinrich III. von Schauenburg-Holstein | Graf von Holstein, Bischof von Osnabrück       |       |       |

## März
| Tag      | Name                                     | Beruf, bekannt als | Alter | Beleg |
| -------- | ---------------------------------------- | --- | ----- | ----- |
| 3. März  | Johann I.                                | Herzog von Oppeln; Bischof von Posen, Leslau, Cammin und Kulm; ernannter Bischof von Posen sowie von Gnesen; Administrator von Posen und Kulm |       |       |
| 14. März | Edward Charlton, 5. Baron Charlton       | walisischer Marcher Lord |       |       |
| 20. März | Albrecht von Sachsen-Lauenburg           | Domherr in Münster und Erzbistum Köln |       |       |
| 22. März | John Grey, Graf von Tancarville          | englischer Adliger, Militär und Diplomat |       |       |
| 22. März | Thomas of Lancaster, 1. Duke of Clarence | Prinz des englischen Königshauses | 32    |       |
| 28. März | Thomas de Camoys, 1. Baron Camoys        | englischer Adliger und Träger des Hosenbandordens                                                                                             |       |       |
| 31. März | Albert Rodenborch                        | Ratssekretär der Hansestadt Lübeck und Lübecker Domherr                                                                                       |       |       |

## April
| Tag       | Name                        | Beruf, bekannt als                      | Alter | Beleg |
| --------- | --------------------------- | --------------------------------------- | ----- | ----- |
| 5. April  | Balthasar                   | Herr zu Werle-Güstrow, Fürst von Wenden |       |       |
| 25. April | Weiprecht II. von Helmstatt | Reichsritter und Kanzler                |       |       |

## Mai
| Tag     | Name                   | Beruf, bekannt als  | Alter | Beleg |
| ------- | ---------------------- | ------------------- | ----- | ----- |
| 5. Mai  | Wolfhard von Ehrenfels | Bischof von Lavant  |       |       |
| 19. Mai | Albrecht von Wertheim  | Bischof von Bamberg |       |       |
| 26. Mai | Mehmed I.              | osmanischer Sultan  |       |       |

## Juni
| Tag  | Name                 | Beruf, bekannt als                   | Alter | Beleg |
| ---- | -------------------- | ------------------------------------ | ----- | ----- |
| Juni | Philibert de Naillac | 34. Großmeister des Johanniterordens |       |       |

## Juli
| Tag      | Name                         | Beruf, bekannt als                   | Alter | Beleg |
| -------- | ---------------------------- | ------------------------------------ | ----- | ----- |
| 10. Juli | Albert III. von Stauffenberg | Bischof von Regensburg               |       |       |
| 27. Juli | Stephan von Dolein           | Prior der Kartause Dolein bei Olmütz |       |       |

## August
| Tag        | Name                         | Beruf, bekannt als                                     | Alter | Beleg |
| ---------- | ---------------------------- | ------------------------------------------------------ | ----- | ----- |
| 16. August | Peter Zmrzlík von Schweißing | böhmischer Adeliger, Mitglied des Königsrats           |       |       |
| 21. August | Martin Húska                 | tschechischer Prediger und radikaler Kirchenreformator |       |       |

## September
| Tag           | Name                  | Beruf, bekannt als                                      | Alter | Beleg |
| ------------- | --------------------- | ------------------------------------------------------- | ----- | ----- |
| 14. September | Reyner von Calven     | Ratsherr der Hansestadt Lübeck                          |       |       |
| 22. September | Ulrich V. von Neuhaus | böhmischer Adeliger und höchster Münzmeister von Böhmen |       |       |

## Oktober
| Tag     | Name             | Beruf, bekannt als | Alter | Beleg |
| ------- | ---------------- | --- | ----- | ----- |
| Oktober | Angelo Tartaglia | italienischer Condottiere, Herr von Lavello und Toscanella, sowie Inhaber diverser Rektorate des Kirchenstaates und des Königreichs Neapel |       |       |

## November
| Tag          | Name                  | Beruf, bekannt als                           | Alter | Beleg |
| ------------ | --------------------- | -------------------------------------------- | ----- | ----- |
| 2. November  | Bernhard von Bentheim | Dompropst in Münster                         |       |       |
| 17. November | Gobelin Person        | deutscher Welthistoriker und Kirchenreformer |       |       |

## Dezember
| Tag          | Name                         | Beruf, bekannt als        | Alter | Beleg |
| ------------ | ---------------------------- | ------------------------- | ----- | ----- |
| 13. Dezember | Hermann von Cilli            | Fürstbischof von Freising |       |       |
| 20. Dezember | Johannes II. von Schlamstorf | Erzbischof von Bremen     |       |       |

## Datum unbekannt
| Tag | Name                 | Beruf, bekannt als                         | Alter | Beleg |
| --- | -------------------- | ------------------------------------------ | ----- | ----- |
|     | Isserlein von Enns   | jüdischer Geldleiher                       |       |       |
|     | al-Mu'aiyad Schaich  | Sultan der Mamluken in Ägypten (1412–1421) |       |       |
|     | Balša III.           | serbischer Fürst in Montenegro             |       |       |
|     | Jean II. Le Maingre  | Marschall von Frankreich                   |       |       |
|     | Hinrich Honerjeger   | Ratsherr der Hansestadt Lübeck             |       |       |
|     | Tidemann Junge       | Ratsherr der Hansestadt Lübeck             |       |       |
|     | Pons de Langeac      | Viguier von Avignon                        |       |       |
|     | Johannes de Pustimir | tschechischer Gelehrter                    |       |       |